# Круус, Ханс Хансович
Ханс Хансович Кру́ус (10 октября (22 октября) 1891 года, Дерпт, Лифляндская губерния — 30 июня 1976 года, Таллин, Эстонская ССР) — советский и эстонский историк, государственный деятель, министр иностранных дел Эстонской ССР (1946—1950), член-корреспондент АН СССР по Отделению истории и философии (1946), академик и первый президент Академии наук Эстонской ССР (1946). Специалист по истории Эстонии и Прибалтики XIII—XX веков. Заслуженный деятель науки Эстонской ССР (1945).

## Биография
Родился в рабочей семье. Окончил Юрьевский (Тартуский) университет (1923). Член ВКП(б) с 1940 года.
В 1917 году — один из организаторов партии эстонских эсеров, в 1920 году — Эстонской независимой социалистической партии. По легенде, вместе с Густавом Суйтсом смог добраться до Сталина с проектом организации Эстонской трудовой республики.
В 1931 году защитил докторскую диссертацию «Крестьянское движение в Южной Эстонии в 40-х гг. XIX в.»
- 1931—1940 гг. — профессор Тартуского университета,
- 1940 г. — заместитель премьер-министра в правительстве Вареса,
- 1940—1941 гг. и 1944 г. — ректор и заведующий кафедрой истории СССР Тартуского университета,
- 1944—1950 гг. — министр иностранных дел Эстонской ССР,
- 1946—1950 гг. — президент Академии Наук Эстонской ССР. В 1950 году в ходе борьбы с «буржуазным национализмом» в республиках Прибалтики был арестован в Москве. Исключён из состава Академии. В заключении до 1954 г. В АН СССР восстановлен распоряжением Президиума от 10 июля 1954 № 2-1301 в связи с прекращением дела за отсутствием состава преступления.
- 1955—1958 гг. — старший научный сотрудник Института истории АН СССР
- с 1958 г. — председатель Комиссии по исследованию родного края АН Эстонской ССР.

## Основные работы
- Vene-Liivi sõda (1558—1561). Tartu, 1924;
- Eesti Aleksandrikool. Tartu, 1939;
- Eesti ajaloost XIX sajandi teisel poolel, 60-80-ndad aastad. Tallinn, 1957;
- «Балтийский вопрос» в XVI в. в зарубежной исторической литературе // Вопросы истории. 1959. № 6;
- Sajand lõppes, teine algas. Tallinn, 1964;
- Некоторые проблемы краеведческого движения // История СССР. 1965. № 2;
- Eesti küsimus. Tartu, 2005.